# اندیس نهرود (جز)
نهرود(جز) یک اندیس فلزی است که در حوالی شهر دهج استان کرمان قرار دارد و مادهٔ معدنی موجود در آن، مس است.  